# Émile Aubert
Pour les articles homonymes, voir Aubert.
Émile Aubert, né le 23 juillet 1906 à Romette (Hautes-Alpes) et mort le 22 août 1969 à Marseille, est un industriel et homme politique français.

## Biographie
Ingénieur des arts et métiers d'Aix-en-Provence, Émile Aubert travaille pour l'industrie mécanique et aéronautique.
Principal organisateur de la Résistance dans la région de Barcelonnette, d'abord comme chef de secteur des FFI de l'Ubaye, puis comme chef du district Ubaye-Verdon, il est membre du comité de libération des Basses-Alpes en 1944 et maire de Barcelonnette entre août 1944 et mai 1945. Durant l'hiver 1944-1945, il s'engage dans la première Armée française ; grièvement blessé lors d'un engagement dans la haute vallée de l'Ubaye, le 24 avril 1945, il reçoit la croix de chevalier de la Légion d'honneur, la croix de guerre 1939-1945 et la médaille de la Résistance.
Adhérent à la SFIO, il est élu membre du Conseil de la République en novembre 1948 et réélu en 1955. Sous la Ve République, il est élu sénateur en 1959, réélu en 1962 et meurt en fonctions. Il est en outre, conseiller général des Basses-Alpes, élu dans le canton de Saint-Paul de 1958 à 1964.
Il est le père de Jean-Pierre Aubert, conseiller d'État.

## Mandats
- Maire de Barcelonnette de 1944 à 1945.
- Sénateur des Basses-Alpes de 1948 à 1969.
- Conseiller général des Basses-Alpes, canton de Saint-Paul, de 1958 à 1964.